# Кокошкино (платформа)
Коко́шкино — остановочный пункт Киевского направления Московской железной дороги в одноимённом дачном посёлке Новомосковского административного округа Москвы. Расположен на 33 километре, открыт в 1899 году.
На платформе четыре пути и две боковые платформы, соединённых подземным пешеходным переходом с обеих сторон платформ.
У юго-западного края платформы ранее располагался переезд. Около него находятся конечные пункты остановки автобусов.
С августа 2019 года по 27 октября 2021 года была проведена реконструкция остановочного пункта: старые платформы были демонтированы, построены новые платформы и подземный вестибюль.
До открытия движения по линии МЦД-4 время движения от Киевского вокзала составляло 29-52 минуты (в среднем около 40 минут), в зависимости от количества промежуточных остановок поезда, времени дня и стоянки поезда на промежуточных станциях для пропуска поездов дальнего следования. После открытия МЦД-4 движение на Киевское направление Московской железной дороги было перенесено на новые пути. Останавливаются поезда МЦД-4, идущие от/до Апрелевки. Поезда от/до Нары, Малоярославца, Крестов и Калуги I не имеют остановки.

## Наземный общественный транспорт
На этой станции можно пересесть на следующие маршруты городского пассажирского транспорта:
- Автобусы: 241, 287, 878, 950